# Michael Døssing
Michael Døssing (født 16. november 1969) er en dansk tidligere fodboldspiller og bestyrelsesformand for Tøjeksperten.

## Liv og karriere
Michael Døssing spillede hele sin karriere i Viborg FF. Den sidste kamp i Superligaen var den 28. november 1993, da han fik 53 minutter på banen i kampen mod FC København på Viborg Stadion. Han er søn af den tidligere storspiller Finn Døssing.
Han deltog i 1985 i en international turnering for U-17 landshold i Norge, og fik i den forbindelse 4 kampe for U-17 landsholdet.
Da Michael Døssing stoppede sin professionelle fodboldkarriere i 1993, overtog han sin fars tøjbutik ganske kort efter. Dette skulle blive startskuddet til en karriere i erhvervslivet, hvor han til sidst endte som bestyrelsesformand. for 119 Tøjeksperten butikker, og stod i spidsen da kæden blev solgt til en kapitalfond i 2008.
Nu arbejder han som 'Head of retail' i tøjfirmaet Day Birger et Mikkelsen, samtidig med at han er næstformand i bestyrelsen for barndomsklubben Viborg FF.